# Verband oberschwäbischer Zeitungsverleger
Der Verband oberschwäbischer Zeitungsverleger nach System Walchner GmbH (Verbo) wurde am 1. Juni 1922 gegründet. Die Idee dazu kam von Franz Walchner, dem Verleger des Argenboten in Wangen. Er schlug seinen Verlegerkollegen ein genossenschaftliches Kooperationsmodell vor, das einen gemeinsamen Verlagsort, eine zentrale Geschäftsführung und einen gemeinsamen Druck vorsah. Diese innovative Idee wurde als System Walchner bekannt. Die Gründung war eine Reaktion auf die Herausforderungen, denen sich die Verleger in der Region gegenübersahen. Die Idee war, durch genossenschaftliche Zusammenarbeit eine effizientere und wirtschaftlichere Produktion von Zeitungen zu ermöglichen.
Der Verlagssitz mit eigener Geschäftsführung, Vollredaktion und Anzeigenleitung sowie einem zentralen Druck wurde Friedrichshafen. Die Geschäftsführung übernahmen Franz Walchner und der Friedrichshafener Verleger Othmar Gessler. Chefredakteur wurde Dr. Otto Hutter, einer der Herausgeber des Anzeigers vom Oberland in Biberach. Die Lokalverleger steuerten ihre Lokalteile zum gemeinsamen Produkt bei, was eine Innovation in der damaligen Zeit darstellte. Die Teile für Politik, Wirtschaft und Feuilleton wurden im neuen Verlagsgebäude der Zentralredaktion erarbeitet. Verbo konnte sich in der oberschwäbischen Region durchsetzen. Als ernsthafte Konkurrenz blieb nur noch das Ulmer Tagblatt.
1929/30 erfolgte in Friedrichshafen der Neubau eines Druckhauses, in dem eine neu angeschaffte Rotationsmaschine zum Einsatz kam. Danach konnte die bisher zur Mittagszeit erscheine Zeitung als Morgenzeitung erscheinen.

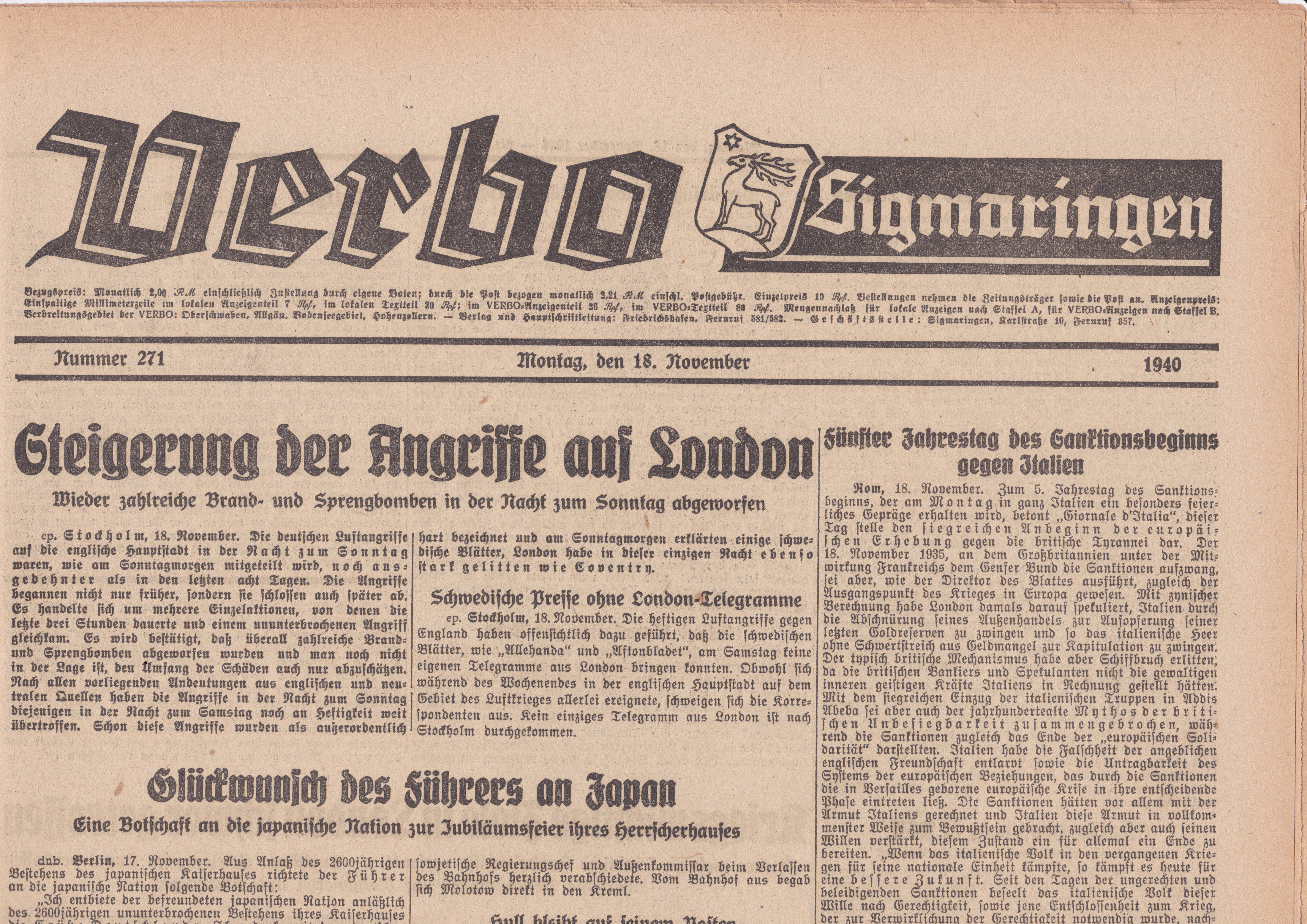
Ausgabe vom 18. November 1940 für Sigmaringen

Die Machtergreifung der Nationalsozialisten brachte neue  Herausforderungen. Am 1. September 1935 ordneten diese Eingliederung der Verbo in die NS-Presse an. Die Verbo wurde in die Oberschwäbische Verlagsgesellschaft GmbH eingebracht, an der die Altverleger des Verbo lediglich mit einer Minderheitsbeteiligung von 49 Prozent beteiligt wurden. Allein am Zeitungsdruck, der in die neu gegründete Oberschwäbische Zeitungsdruckerei GmbH umgewandelt wurde, erhielten diese das Alleineigentum. Diese neu gegründete GmbH musste jedoch für 10 Jahre einen Druckvertrag mit der örtlichen NS-Presse abschließen. Am 1. April 1942 wurden die Verbo-Zeitungen zum NS-Blatt Donau-Bodensee-Zeitung zusammengefasst und die Lokalteile stark reduziert. Vor dem Schutz weiterer Luftangriffe in Friedrichshafen wurden im Herbst 1943 die Druckmaschinen nach Leutkirch geschafft. Hintergrund der Verlagerung der Zeitungsproduktion war auch die Zeitung noch mehr unter Kontrolle der Nazis und aus den Händen des damaligen Verlegers Othmar Gesslers zu bekommen. Am 28. April 1944 wurde bei die Verlagsbuchhandlung von Gessler und ein Teil der Verbo-Gebäude bei einem Bombenangriff in Friedrichshafen dann tatsächlich vollständig zerstört. Am 20. April 1945 wurde die Produktion in Leutkirch eingestellt. Viele der ehemaligen Verbo-Mitglieder schlossen sich zusammen, um die Schwäbische Zeitung zu gründen, die bis heute eine der wichtigsten Regionalzeitungen in Baden-Württemberg ist. Einige ihrer Vorgängerblätter, wie die Riedlinger Zeitung, die bereits 1714 gegründet wurde, gehören zu den ältesten noch existierenden Tageszeitungen in Deutschland. Weitere Vorgängerblätter waren:
- Gemeinsames Wochenblatt für Ravensburg und Umgebung (Erstausgabe: 1803)
- Wangener Argenbote (1824)
- Volksfreund für Oberschwaben in Ehingen (1826)
- Waldseeer Tagblatt (1832)
- Friedrichshafener Seeblatt (1844)
- Allgäuer Volksfreund in Leutkirch (1888)